# 莎莉·巴亞特
莎莉·巴亞特（波斯語：‎，1979年10月6日—）是一名伊朗電影女演員。她最為人所知的作品是2011年伊朗電影
《伊朗式分居》（A Separation）並因此榮獲第61屆柏林国际电影节的最佳女演員銀熊獎、第32屆伦敦影评人协会年度女配角及2011年棕榈泉国际电影节的最佳女演員。2012年，伊朗式分居亦獲得奥斯卡最佳外语片奖。
她其他電影作品包括：《Muhammad: The Messenger of God》及《Nahid》等等。

## 外部連結
- 莎莉·巴亞特在互联网电影资料库（IMDb）上的資料（英文）